# Cumnock
Cumnock es una localidad situada en East Ayrshire, Escocia (Reino Unido). Tiene una población estimada, a mediados de 2020, de 8700 habitantes.
Está ubicada al suroeste de Escocia, cerca de la costa del fiordo de Clyde (Canal del Norte) y de la ciudad de Kilmarnock.